# Nicolae Văcăroiu

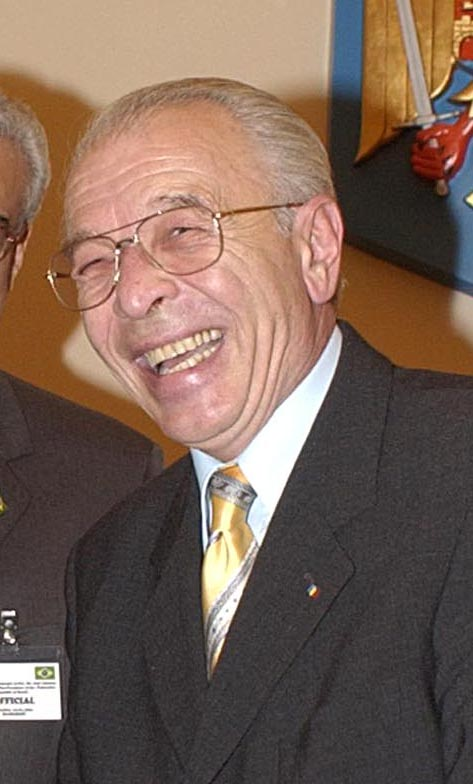
Nicolae Văcăroiu

Nicolae Văcăroiu (* 5. Dezember 1943 in Cetatea Albă, heute Bilhorod-Dnistrowskyj, Ukraine) ist ein rumänischer Politiker. Er ist Mitglied der sozialdemokratischen Partidul Social Democrat (PSD). Zwischen 1992 und 1996 war er rumänischer Ministerpräsident, von 2000 bis 2008 Vorsitzender des rumänischen Senats.
Am 19. April 2007 wurde Präsident Traian Băsescu vom Parlament suspendiert, unter anderem wurden ihm „Verfassungsverletzungen“ und „willkürliche Anwendung der Gesetze“ vorgeworfen. Somit war Nicolae Văcăroiu, der bisherige Vorsitzende des Senats, neuer amtierender Staatspräsident, bis Băsescu im Mai 2007 durch ein Referendum, in dem das Volk über seine Absetzung entscheiden sollte, im Amt bestätigt wurde.
Am 14. Oktober 2008 wurde Nicolae Văcăroiu vom Parlament zum Vorsitzenden des rumänischen Rechnungshofes gewählt.